# Dictyna apacheca
Dictyna apacheca là một loài nhện trong họ Dictynidae.
Loài này thuộc chi Dictyna. Dictyna apacheca được Ralph Vary Chamberlin & Wilton Ivie miêu tả năm 1935.